# Butumbaba
Butumbaba ist eine 1993 gegründete argentinische Band aus Santa Fe.
Ihr Stil ist eine Mischung aus Ska, Reggae und Punk. Obwohl die Band bisher nur drei offizielle Alben veröffentlicht hat, ist sie auf vielen (Ska)-Samplern vertreten und geben regelmäßig besonders in Argentinien und Uruguay Live-Konzerte. Ihr Album Majikakonvinazion ist über Jamendo einer breiten Öffentlichkeit zugänglich und rangiert dort unter den Top 5 Alben aus Argentinien.

## Diskografie
- 1993: Mundo en guerra (Demo)
- 1995: Skacharpas (Santa Fe Recs)
- 2004: Demo2004 (PPLobo Recs)
- 2006: Majikakonvinazion (PPLobo Recs/Opción Sónica)